# Juan Sotelo
Juan Manuel Sotelo Lorenzo (nacido el 28 de marzo de 1956 en Buenos Aires, Argentina) es un ex-futbolista argentino. Jugaba de delantero y su primer club fue Ferro. 

## Carrera
Comenzó su carrera en 1975 para formar parte de las filas de Ferro, en donde jugó hasta 1979. En 1978 logra el ascenso a Primera División con el club verdolaga, consiguiendo el gol del 1-0 sobre Almirante Brown cuando faltaban 4 fechas para terminar el torneo y que supuso ponerse puntero (luego de que Almirante haya dominado gran parte del campeonato).
En 1979 fue vendido al Real Murcia, de España. Jugó para el club hasta 1981, consiguiendo un ascenso a Primera División y al año siguiente descendiendo nuevamente a Segunda.
En ese año se pasó al Loma Negra, en su regreso a la Argentina.
En 1982 pasó al Boca Juniors. Juega para el equipo xeneize hasta 1984, disputando 2 ediciones de Copa Libertadores.
En 1985 formó parte de las filas del Deportivo Español. Se mantuvo ligado a ese club hasta el año 1986.
Durante 2 meses (mayo y junio de 1986) jugó en Cipolletti para ayudar a clasificar a dicho equipo al Nacional B, anotando el empate en el partido de vuelta y otra vez en el tercer y definitorio partido por el ascenso.
A mediados de 1986 fichó para Quilmes Athletic Club, donde jugó 2 temporadas, consiguiendo un ascenso de Primera B a Nacional B y un subcampeonato en el Nacional B.
En 1988 pasó a Chaco For Ever y en 1989 jugó en Colón de Santa Fe hasta 1990, cuando colgó los botines definitivamente.

## Selección nacional
Nunca integró la Selección de fútbol de Argentina.
Jugó el Mundial de la Emigración, en La Coruña, España, en 1982. Era un torneo donde los jugadores debían ser hijos de españoles y en el cual Argentina salió campeona.

## Clubes
| Club              | País      | Año       |
| ----------------- | --------- | --------- |
| Ferro             | Argentina | 1975-1979 |
| Real Murcia       | España    | 1980-1981 |
| Loma Negra        | Argentina | 1981      |
| Boca Juniors      | Argentina | 1982-1984 |
| Deportivo Español | Argentina | 1985-1986 |
| Quilmes           | Argentina | 1986-1988 |
| Chaco For Ever    | Argentina | 1988      |
| Colón             | Argentina | 1989      |